# Szczekociny
Szczekociny là một thị trấn thuộc huyện Zawierciański, tỉnh Śląskie ở nam Ba Lan. Thị trấn có diện tích 18 km². Đến ngày 1 tháng 1 năm 2011, dân số của thị trấn là 3790 người và mật độ 210 người/km².